# Dario Varotari de Oudere

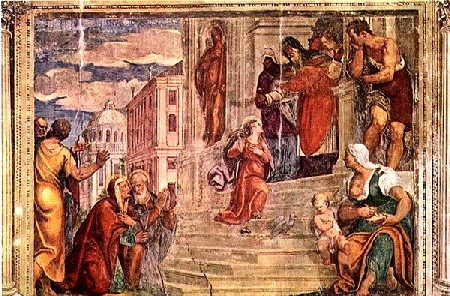
Opdracht van Maria in de tempel; Padua

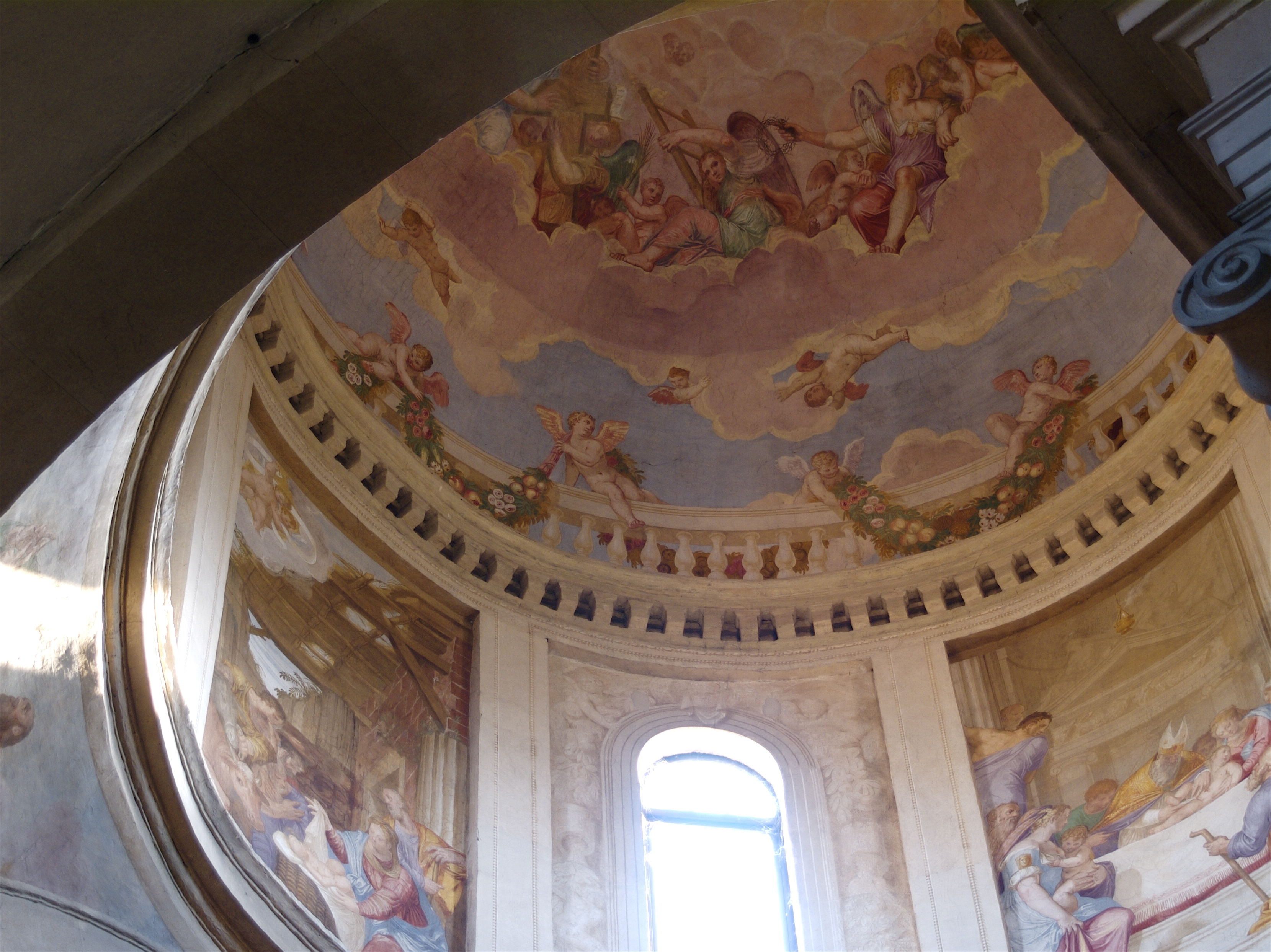
Abdij van Praglia gelegen in Teolo

Dario Varotari de Oudere (Verona, circa 1539 – Padua, 1596) was een Italiaans kunstschilder en architect in de republiek Venetië.

## Levensloop
Zijn voorouders waren afkomstig van Straatsburg of Augsburg; in ieder geval was de voormalige familienaam Weyrotter in het Duits. Varotari leerde de stiel in Verona bij Paolo Veronese. Hij verhuisde naar Padua, waar hij zijn atelier uitbouwde. 

## Werken
Zijn werken staan in privéwoningen doch zijn ook in musea te vinden. Zo is er een schilderij te vinden in het Uffizi in Florence (‘Jepthtas Dochter’), in de Albertina in Wenen (‘Farao’s dochter met gevolg’) en fresco’s in de villa (traphal) van graaf Emo Capodilista gelegen in Selvazzano Dentro. De kapittelzaal van de Scuola della Carità in Padua was volledig met fresco’s van zijn hand verlucht; een voorbeeld hiervan is ‘Opdracht van Maria in de tempel’. De abdijkerk van Praglia in Teolo die pas afgewerkt was, verluchtte Varotari met enkele fresco’s.

## Familie
- Zoon Alessandro Varotari (1588-1649), kunstschilder[4]
- Dochter Chiara Varotari (1584-1663), kunstschilder
- Kleinzoon Dario Varotari de Jongere (circa 1650 - eind 17e eeuw), in zijn vrije tijd kunstschilder.